# Tony Maudsley
Tony Maudsley (Kirby, Liverpool, 30 de janeiro de 1968) é um ator britânico nascido na Inglaterra.
Particicpou do filme 'Harry Potter and the Order of the Phoenix no papel do meio-irmão de Hagrid, Grope.

## Filmografia
- 2007 -  Harry Potter e a Ordem da Fênix (Harry Potter and the Order of the Phoenix" -  Grawp
- 2004 - Feira das Vaidades (Vanity Fair) -  Joseph Sedley
- 2003 - Bright Young Things - Race Steward
- 2002 - The Intended - William Jones

- Revengers Trajedy - como um executor
- Club Le Monde - como Mosh
- 2001 - Redemption Road - como Disco Doorman
- 2000 - Born Romantic - como Turnkey

- Honest - como Chopper
- The Nine Lives of Tomas Katz - como um motorista de táxi
- 1999 - Sleepy Hollow  - como Van Ripper

- Plunkett & Macleane - como um clérico mais velho
- 1988 - A Life for a Life - como Stefan Kiszko